# صخره‌های بایونزی
صخره‌های بایونزی (به لاتین: Bayonnaise Rocks) یک جزیره در ژاپن است که در Hachijō Subprefecture واقع شده‌است. صخره‌های بایونزی ۰ نفر جمعیت دارد و ۱۱ متر بالاتر از سطح دریا واقع شده‌است.